# Laosaurus
Genre
Espèces de rang inférieur
- † L. altus Marsh[2], 1878 (nomen dubium)
- † L. celer Marsh[1], 1878 (espèce type) (nomen dubium)
- † L. consors Marsh[1], 1878 (nomen dubium)
- † L. gracilis Marsh[2], 1878 (nomen dubium)
- † L. minimus Gilmore, 1909 (nomen dubium)

Laosaurus est un genre éteint douteux de dinosaures ornithischiens herbivores de la famille des hypsilophodontidés, découvert aux États-Unis (Colorado et Wyoming) dans la formation de Morrison d'âge Jurassique supérieur. La validité de ce genre est largement remise en question car basée sur des restes fossiles très fragmentaires.
Le genre Laosaurus a été créé avec quatre espèces différentes par Othniel Charles Marsh en 1878 à partir de fossiles très partiels et insuffisamment diagnostiques lors de la guerre des os avec Edward Drinker Cope à la fin du XIXe siècle.

## Résumé de la taxonomie du genre
- † L. celer, l'espèce type, : ornithischien considéré comme un nomen dubium en 2004[3] ;
- † L. altus : renommé Dryosaurus sous le nom de Dryosaurus altus en 1894 par Marsh[4] ;
- † L. consors : rattaché au genre Othnielosaurus sous le nom d'Othnielosaurus consors en 2007[5] ;
- † L. gracilis : probablement un ornithischien[3] ;
- † L. minimus : peut-être à rattacher au genre Orodromeus[6].